# SS Sicamous
Pour les articles homonymes, voir Sicamous.
Le SS Sicamous est un bateau à roues à aubes de la compagnie Canadien Pacifique. Il a lié les communautés de fruit le long du lac Okanagan, comme Penticton, Kelowna, et Vernon en Colombie-Britannique. 
Lancé en 1914, ce luxueux cinq ponts a été en service dans la région de Penticton jusqu'en 1937, et est actuellement transformé en musée. Il a reçu une désignation patrimoniale en 1989 par la ville de Penticton.

## Forme
Construit en 1914, le Sicamous voyageait chaque jour sur le lac Okanagan jusqu'en 1936, et son dernier voyage officiel a été en 1937. Pendant ses vingt-deux ans de service officielle, le Sicamous était un mode de transportation important de l'Okanagan. Le Sicamous reste maintenant à Penticton, où sa restauration continue. Le Sicamous avait les dimensions suivantes :
- Longueur : 200.5 pieds (registré); 228 pieds (en total)
- Largeur : 40 pieds
- Hauteur (pont principal au poste de pilotage) : 53 pieds
- Tonnage brut : 1 786,65 tonnes
- Tonnage Net : 994,38 tonnes[2]

Bien que les passagers montaient à bord du bateau par le pont des marchandises, leur accès à ce pont était limité à la proue. Après être montés, ils montaient les escaliers extérieurs jusqu'au pont saloon. Ce pont avait un réfectoire magnifique, avec un balcon mezzanine impressionnant et des fenêtres lanterneaux. À la proue était le Saloon des Hommes avec un bar, tandis que le Saloon des Dames se trouvait à la poupe avec une belle suite nuptiale. Au-dessus du pont saloon était le pont d'observation. Les passagers y allaient pour voir la belle vue du Lac Okanagan et les environs. Comme le pont saloon, les hommes et les femmes avaient des zones d'observation séparées: celle des dames se trouvait à la proue et celle des hommes étaient à la poupe. Juste au-dessous du poste de pilotage était le pont Texas, qui servait comme point de rendez-vous détendu du capitaine et de l'équipage. 
Avec la Voie Ferrée de la Vallée Kettle (anglais: Kettle Valley Railway) qui passait par l'est du Lac Okanagan, la construction de l'autoroute à l'ouest, et la Grande Dépression, le Sicamous a commencé de perdre d'argent pour Canadien Pacifique. Par conséquent, la compagnie a rénové le Sicamous. Le pont Texas et deux tiers du pont d'observation étaient enlevés. Ces changements ont réduit la résistance aérodynamique et le poids du bateau, ce qui a réduit la consommation de charbon et ce qui a permis de transporter plus de marchandises. Malgré la diminution en taille, le Sicamous est resté un bateau de vapeur de premier choix.

## Marche
Le Sicamous était un bateau à roue à aubes à vapeur et il consommait 15-17 tonnes de charbon par jour, dépendant du temps et du montant d'arrêts. De nos jours, le Sicamous reste le plus grand bateau à roue à aubes à vapeur avec une coque d'acier au Canada. Vingt-trois pieds de longueur et fait d'acier de bride Carnegie, la chaudière a été destinée à brûler 1720 kilogrammes de charbon par l'heure. C'était important de maintenir un grand feu très chaud dans la chaudière. Environ le feu, il y avait une chambre d'acier qui contenait de l'eau du lac et 320 tuyaux creux. Ces tuyaux se chauffaient rapidement afin de transformer l'eau en vapeur. La pression s'accumulait et la température augmentait. La pression de vapeur était surveillée et maintenue constamment à 160 psi par un pompier ou un ingénieur qui libérait le vapeur manuellement au besoin. Ce vapeur allait de la chaudière aux moteurs par la cloison, un grand tuyau attaché au plafond du fond de cale. Le Sicamous avait deux moteurs, chacun avec un cylindre à haute et basse pression. Le vapeur allait de cylindre à cylindre, ce qui faisait bouger les pistons attachés aux bras pitman du bateau. Ces bras étaient liés à la roue à aubes et ils bougeaient aux intervalles opposés afin de distribuer l'énergie également aux deux côtés de la roue.

## Fonction
Construit en 1914 et retraité en 1936, le Sicamous a dédié vingt-deux ans de service à Canadien Pacifique, au peuple de l'Okanagan, et à ceux qui voyageaient à travers le lac. Tandis qu'il était toujours un bateau à vapeur de premier choix avec des cabines et cabines de luxe somptueuses, le Sicamous a été rénové en 1935 et est devenu principalement vaisseau des marchandises, et le nombre de ses couchettes était diminué de 80 à 20. Ce changement était fait pour mieux servir le peuple de la vallée et pour augmenter les profits. La construction du Sicamous a commencé en septembre 1913 et a terminé au printemps 1914. La coque, le moteur, et la chaudière étaient fabriqués en avance à Port Arthus, Ontario (Thunder Bay) et transportés vers le site de construction à Okanagan Landing, ce qui a nécessité 17 wagons. 150 hommes étaient engagés pour construire le Sicamous et le Naramata. Il a coûté environ 180 000 $ de construire le Sicamous, sans ajouter 14 000 $ pour les mobiliers. 
Le Sicamous était lancé le 19 mai, 1914, à 14:15, et sa première excursion était le 12 juin, 1914. Le premier capitaine était Capitaine George Estabrooks, suivi de Capitaine Otto Estabrooks en 1915, Capitaine William Kirby en 1916, Capitaine George Robertson de 1917 à 1921, et Capitaine Joseph Weeks de 1922 à 1935. Être capitaine d'un tel navire était l'un des emplois les plus prestigieux dans la Vallée Okanagan et chaque capitaine était tenu en grande estime.

## Équipage
Les vingt-quatre membres de l'équipage du Sicamous dormaient à la poupe du pont des marchandises. Ces chambres avaient trois couchettes qui pouvaient loger six hommes. Les membres de l'équipage dormaient en équipes et partageaient les couchettes au besoin. Les chambres avaient des punaises des lits, des cafards, et des moustiques, mais au moins leurs salaires comprenaient un endroit chaud et trois repas par jour. Les ingénieurs principaux du Sicamous étaient :
- William Jacobs
- D. Stephens
- D.H. Biggam
- John F. McRae
- P.H. Pearce

Pendant la Première Guerre mondiale, beaucoup d'ingénieurs sont partis pour se battre, ce qui a laissé les bateaux à vapeur comme le Sicamous sans ingénieur principal. Par conséquent, Dave Stephens (supposé d'être le D. Stephens ci-dessus) a remplacé les jeunes hommes qui s'étaient joints à l'armée. Dave Stephens était l'ingénieur principal primaire des Services de Lac et Rivière de Colombie-Britannique (anglais: British Columbia Lake and River Services) et il a supervisé les opérations de Nelson. 
Des capitaines du Sicamous étaient:
- Captain George Estabrooks (1914)
- Captain Otto Estabrooks (1915)
- Captain William Kirby (1916)
- Captain George Robertson (1917-1921)
- Captain Joseph Weeks (1922-1935)

Avant de devenir capitaine, Otto Estabrooks (quand il avait quinze ans) était donné la tâche de relever veilleur de nuit. Il devait maintenir le feu dans la chaudière pendant la nuit pour que le Sicamous puisse partir à l'heure le matin suivant. Ses mémoires sont ci-dessous:
«La première nuit je me suis endormi et je ne me suis pas réveillé jusqu'à 5:30, exactement à temps pour siffler trois fois pour signaler qu'il restait une demi-heure avant le temps de partir quelque chose que n'importe quel enfant aurait aimé faire tout seul. Je me suis dépêché au poste de pilotage pour tirer le cordon, mais il n'a pas sifflé. Il n'y avait pas assez de vapeur. L'ingénieur, un excellent homme, a dit qu'il a oublié de me dire de maintenir la vapeur. Ceux-ci étaient de gentils mots d'un gentil homme, même s'ils n'étaient pas vrais.»

## Comparaisons
Le Sicamous était le plus grand bateau à roue à aubes sur le lac Okanagan, et il est de nos jours le seul bateau à roue à aubes à vapeur à coque en acier qui reste en Canada. Sa longévité est peut-être due à sa coque en acier. Beaucoup d'autres bateaux à vapeur sur le lac étaient construits avec une coque en bois, ce qui était moins cher, mais qui ne pouvait pas durer longtemps et qui ont brûlé ou pourri.